# DHCPv6
DHCPv6 — это сетевой протокол для конфигурации узлов версии 6 (IPv6) Протокола Интернет с IP-адресами, префиксами IP и другими данными конфигурации, которые необходимы для работы в сети IPv6. Это новая версия протокола DHCP для работы в сетях на основе IPv6.
Узлы IPv6 могут автоматически генерировать IP-адреса, используя автоконфигурацию, или протокол DHCPv6 может их присвоить, используя данные конфигурации.
Узлы IPv6, использующие автоконфигурацию, могут запросить информацию кроме IP-адреса или маршрута. DHCPv6 может использоваться для получения этой информации, даже если он не используется для получения IP-адреса. DHCPv6 не нужен для конфигурации узлов с адресами серверов системы доменных имён (DNS), потому что они могут быть сконфигурированы, используя протокол обнаружения соседних устройств (NDP), который также является механизмом автоконфигурации.
Многие маршрутизаторы IPv6, например, маршрутизаторы для жилых сетей, должны быть сконфигурированы автоматически без вмешательства оператора. Такие маршрутизаторы требуют не только адреса IPv6 для использования в связи с восходящими маршрутизаторами, но также и префикса IPv6 для использования в конфигурации устройств на нисходящей стороне маршрутизатора. Делегация префикса DHCPv6 обеспечивает механизм для конфигурации таких маршрутизаторов.

## Номера портов
DHCPv6 использует UDP номер порта 546 для клиентов и номер порта 547 для серверов.

## Идентификаторы

### Уникальный идентификатор DHCP
Каждый DHCP-клиент и DHCP-сервер имеет DUID. DHCP-сервер использует DUID для идентификации DHCP-клиента.
Клиент использует уникальный идентификатор DHCP (DUID), чтобы получить IP-адрес от сервера DHCPv6. DUID состоит из 2-байтового поля типа DUID(первые 16 битов) и поля идентификатора переменной длины до 128 байтов. Его фактическая длина зависит от его типа. Сервер сравнивает DUID со своей базой данных и поставляет данные конфигурации (адрес, времена аренды адреса, серверы DNS, и т. д.) клиенту. Значение оставшихся битов зависит от типа.
Существуют следующие типы DUID:
- Тип 1 (DUID-LLT) — генерируется из адреса канального уровня интерфейса и текущего времени. Для сетей Ethernet в качестве адреса канального уровня используется MAC-адрес;
- Тип 2 (DUID-EN) — присваивается производителем оборудования
- Тип 3 (DUID-LL) — генерируется из адреса канального уровня интерфейса;
- Тип 4 (DUID-UUID) — генерируется с использованием UUID

### RFC 6939— клиентская опция адреса уровня ссылки
В RFC 6939 есть способ идентифицировать узел на основе его MAC-адреса, эта опция была добавлена из-за того, что управлять многократными идентификаторами в среде двойного стека трудно и просто потому что для некоторых задач DUID не удобен. RFC 6939 определяет путь к DHCPv6 Relay, чтобы передать информацию серверу. Опция DHCPv6 Relay ещё широко не поддерживается, но некоторые Cisco и Brocade коммутаторы её поддерживают.

## Пример
В этом примере link-local адрес сервера — fe80::0011:22ff:fe33:5566 и link-local адрес клиента — fe80::aabb:ccff:fedd:eeff.
- Клиент DHCPv6 отправляет Solicit с [fe80::aabb: ccff: fedd: eeff]:546 для [ff02::1:2]:547. (Клиентские сообщения отправлены на групповой адрес в соответствии с разделом 13 из RFC 3315.)
- Сервер DHCPv6 отвечает Advertise с [fe80::0011:22ff: fe33:5566]:547 для [fe80::aabb: ccff: fedd: eeff]:546.
- Клиент DHCPv6 отвечает пакетом Request от [fe80::aabb: ccff: fedd: eeff]:546 для [ff02::1:2]:547.
- Сервер DHCPv6 заканчивает работу ответом Reply с [fe80::0011:22ff: fe33:5566]:547 для [fe80::aabb: ccff: fedd: eeff]:546.

## IETF стандарты
- RFC 3315, «Dynamic Host Configuration Protocol for IPv6 (DHCPv6)» — Updated by RFC 6221, RFC 4361
- RFC 3319, «Dynamic Host Configuration Protocol (DHCPv6) Options for Session Initiation Protocol (SIP) Servers»
- RFC 3633, «IPv6 Prefix Options for Dynamic Host Configuration Protocol (DHCP) version 6»
- RFC 3646, «DNS Configuration options for Dynamic Host Configuration Protocol for IPv6 (DHCPv6)»
- RFC 3736, «Stateless Dynamic Host Configuration Protocol (DHCP) Service for IPv6»
- RFC 4704, «The Dynamic Host Configuration Protocol for IPv6 (DHCPv6) Client Fully Qualified Domain Name (FQDN) Option»
- RFC 5007, «DHCPv6 Leasequery»
- RFC 6221, «Lightweight DHCPv6 Relay Agent» (LDRA) — Updates RFC 3315, Errata
- RFC 6939, «Client Link-Layer Address Option in DHCPv6»